# San José de Durán
San José de Durán es una localidad del estado mexicano de Guanajuato. Es parte del municipio de León.

## Toponimia
El nombre «San José» hace referencia al santo patrono de la localidad: José de Nazaret.

## Demografía
| Gráfica de evolución demográfica |
|                                  |

| Censo | Población |
| ----- | --------- |
| 1970  | 60        |
| 1980  | 304       |
| 1990  | 486       |
| 2000  | 751       |
| 2010  | 1 188     |
| 2020  | 1 196     |